# Nazımiye
Die Stadt Nazımiye (zazaisch Qısle) im Osten der türkischen Provinz Tunceli ist der Verwaltungssitz (İlçe Merkez) des gleichnamigen Landkreises. Sie liegt etwa 35 Straßenkilometer (Luftlinie: 25 km) nordöstlich der Provinzhauptstadt Tunceli zwischen zwei Nebenarmen des Pülümür Çayi.

## Geografie
Der Landkreis grenzt an den zentralen Landkreis (Merkez) im Westen, den Kreis Mazgirt im Süden, den Kreis Pülümür im Norden sowie an den Kreis Yayladere (Provinz Bingöl) im Osten.
Die höchsten Erhebungen des Kreises sind die Berge Düzgün Baba (2097 m), Hamik Baba (2133 m) und Bedir (2614 m). Mit dem Pülümür Çayi und dem Peri Çayi durchfließen zwei Flüsse sein Gebiet.
Der kleinste Landkreis der Provinz besteht Ende 2020 neben der Kreisstadt (42,5 % der Kreisbevölkerung) aus 25 Dörfern (Köy, Mz.: Köyler) mit durchschnittlich 72 Bewohnern. Die Palette der Einwohnerzahlen reicht von 249 (Aşağıdoluca) herunter bis auf 15. Fünf Dörfer haben mehr Einwohner als der Durchschnitt, fünf weniger als 50 Einwohner.
Mit 5,8 Einw. je km² hat der Kreis die drittniedrigste Bevölkerungsdichte, zum Vergleich: der Provinzwert liegt bei 11,0.

## Geschichte
Die Gründung des Ortes ist jüngeren Datums als die anderer Städte in Tunceli, wie beispielsweise Çemişgezek, Pertek oder Mazgirt. Sein ursprünglicher Name war Qızılkilise („Rote Kirche“) bzw. Gamirvank (arm. „Rotes Kloster“). Dieser wurde 1896 zu Ehren Nazıme Sultans, der Tochter Abdülhamids II., geändert. In Nazımiye befindet sich die für Aleviten wichtige Wallfahrtsstätte des Düzgün Baba. Nazımiye ist seit 1876 Landkreis und gehörte bis 1886 zum Vilâyet Mamuret ül – Aziz (jetzt Elâzığ).

## Persönlichkeiten
- Şahin Albayrak (* 1948) – Professor
- Kamer Genç (1940–2016) – Politiker
- Kemal Kılıçdaroğlu (* 1948) – Vorsitzender der Cumhuriyet Halk Partisi (CHP)